# Hessischer Verdienstorden

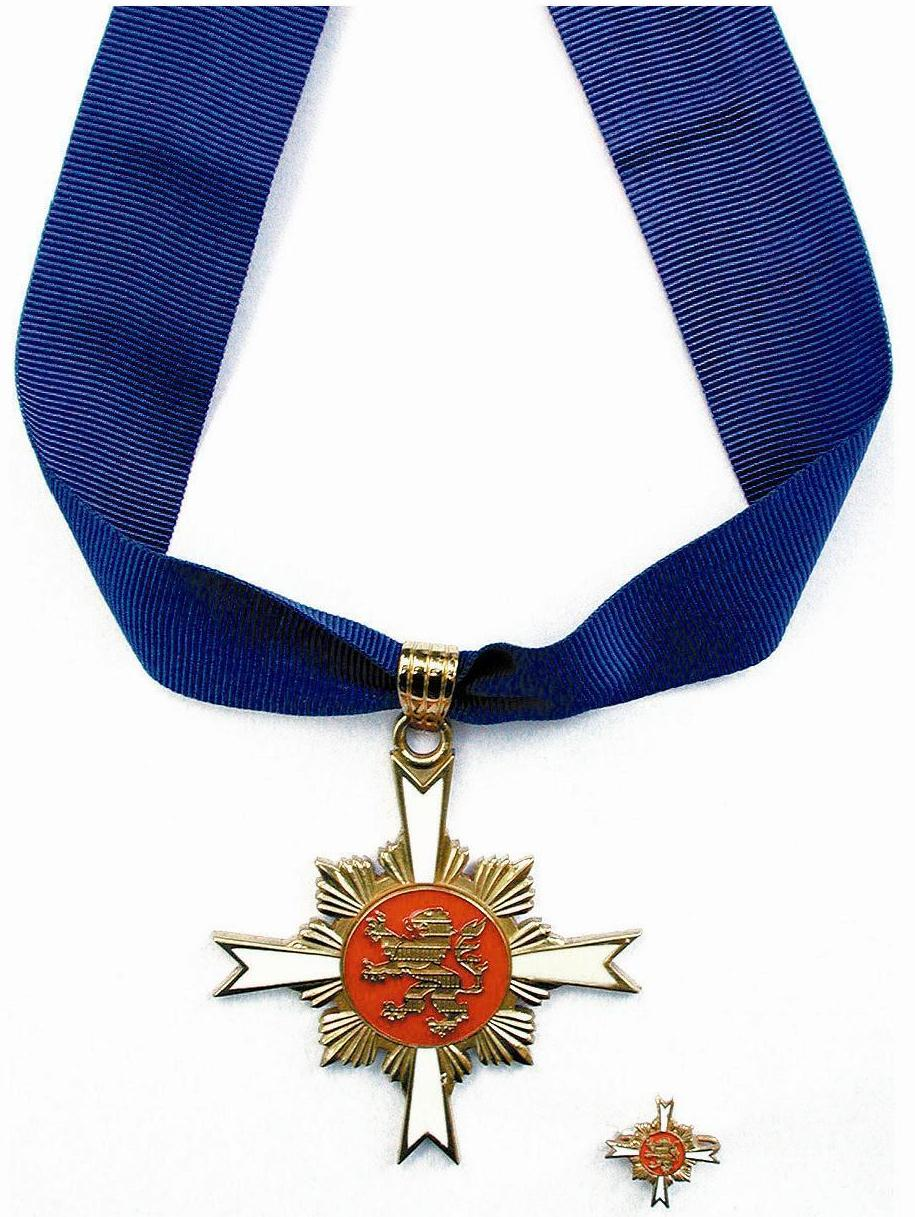
Hessischer Verdienstorden und Miniatur

Der Hessische Verdienstorden wird seit 1990 zur Würdigung hervorragender Verdienste um das Bundesland Hessen und seine Bevölkerung vom  Hessischen Ministerpräsidenten verliehen. Seit 1998 existieren zwei Stufen: der Hessische Verdienstorden und der Hessische Verdienstorden am Bande.
Die höchste Auszeichnung des Landes Hessen ist die Wilhelm-Leuschner-Medaille.

## Geschichte
Der Hessischen Verdienstorden wurde von Ministerpräsident Walter Wallmann im Jahr 1989 gestiftet. Im Jahr 1998 fügte Hans Eichel eine zweite, niedrigere Stufe als Hessischen Verdienstorden am Bande hinzu.
Im Jahr 2002 wurde bestimmt, dass die Ministerpräsidentin oder der Ministerpräsident automatisch Trägerin oder Träger des Verdienstordens ist. Dies galt jedoch nicht für den am Tage des In-Kraft-Tretens des Erlasses im Amt befindlichen Ministerpräsidenten Roland Koch. Dieses Vorgehen entspricht der Praxis beim Bundesverdienstkreuz, das der Bundespräsident als Ordensherr automatisch zum Amtsantritt erhält.

## Aussehen und Material

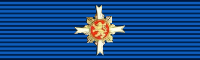
Bandschnalle

Der Orden hat die Form eines im Durchmesser 55 mm großen Kreuzes (bei dem Orden am Bande nur 45 mm), ist beidseitig (beim Orden am Bande nur einseitig) weiß emailliert und goldumrandet. Die goldumrandete runde Mittelscheibe beinhaltet auf der Vorderseite den Hessischen Löwen in Gold auf rotem Grund. Die Färbungen des Löwen sind durch heraldische Schraffuren dargestellt. Beidseitig wird die runde Scheibe von einer achtteiligen Sternung in Gold umgeben.
Das Ordenskreuz wird an einem blauen Band um den Hals getragen. Frauen tragen das Ordenskreuz an einer besonderen Bandschleife unterhalb der linken Schulter. Das Ordenskreuz des Verdienstordens am Bande wird an einem schmalen blauen Band an der linken oberen Brustseite getragen.
Anstelle des Ordenskreuzes kann eine Miniatur getragen werden. Sie zeigt das verkleinerte Ordenszeichen. Die Miniatur des Hessischen Verdienstordens ist im Durchmesser 15 mm groß. Die Miniatur des Hessischen Verdienstordens am Bande ist im Durchmesser 11,5 mm groß.

## Inhalt des Erlasses
Der Hessische Verdienstorden wird zu Würdigung hervorragender Verdienste um das Land Hessen verliehen.
Die Anzahl der lebenden Träger der beiden Stufen des Hessischen Verdienstordens sind begrenzt: bis insgesamt 800 beim Hessischen Verdienstorden und bis 2.000 beim Hessischen Verdienstorden am Bande.
Erweist sich ein mit dem Verdienstorden beliehene Person durch späteres Verhalten der Auszeichnung unwürdig, oder wird ein solches Verhalten nachträglich bekannt, so kann der Ministerpräsident die Verleihung widerrufen. Das Ordenszeichen und die Verleihungsurkunde sind in diesem Fall zurückzugeben.

## Herstellung
Hersteller der Orden war von 1989 bis 2004 die Firma W. A. Jäger in Offenbach am Main. Seit 2005 wird der Hessische Verdienstorden von der Firma Steinhauer & Lück in Lüdenscheid hergestellt.